# Eelsum

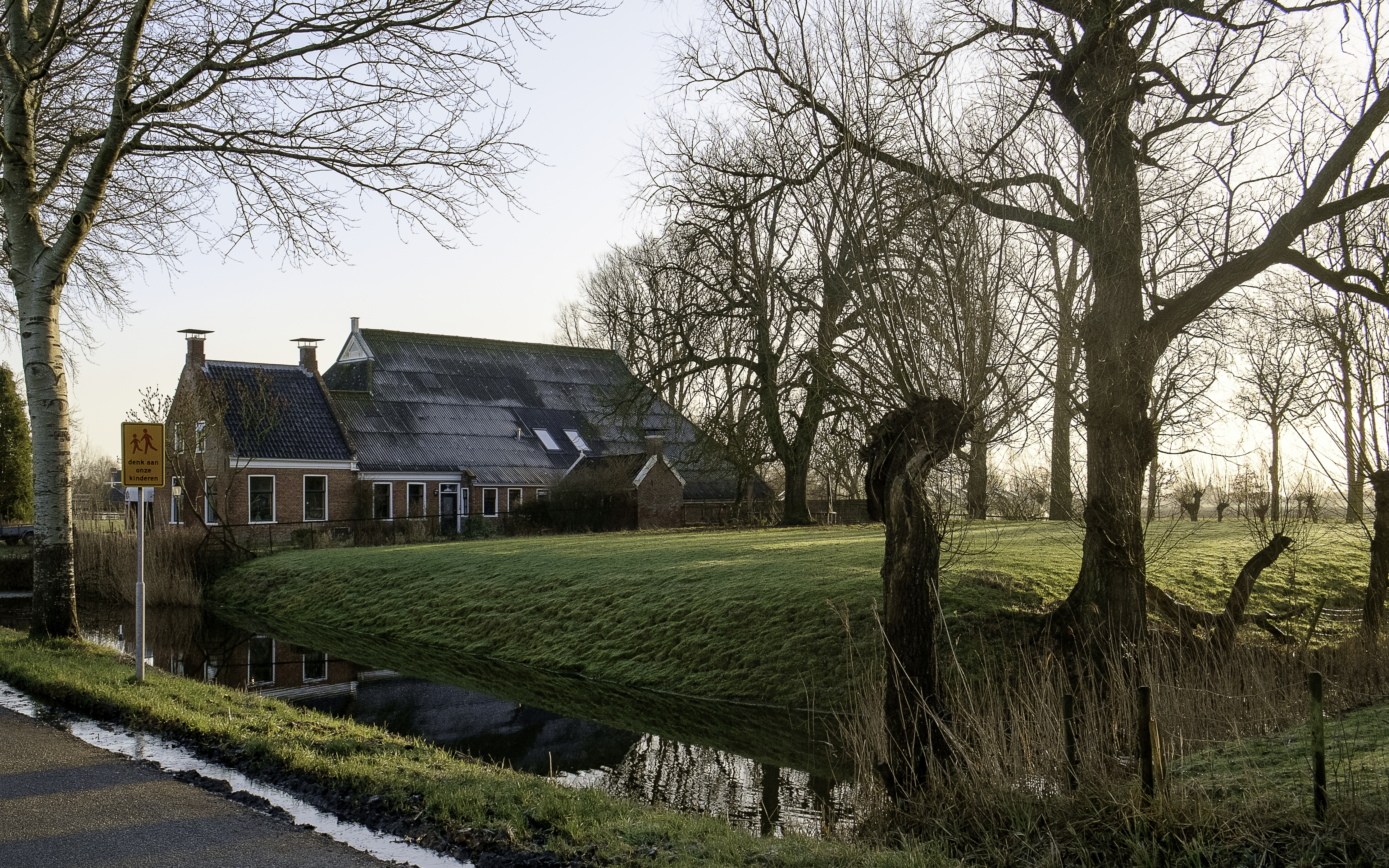
Borgterrein Eelsum met rechts de boomgaard en op de voorgrond een deel van de oude gracht

Eelsum was een borg aan de vroegere oostzijde van het dorp Zeerijp in de Nederlandse provincie Groningen. De borg lag op een omgracht perceel achter de boerderij aan de Borgweg 20, ongeveer 250 meter ten oosten van de Jacobuskerk. De huidige boerderij staat op een omgracht perceel van ongeveer 1,5 hectare, wat vroeger het borgterrein vormde. De landerijen van de borg lagen vooral ten zuiden van het dorp.
Eelsum komt voor het eerst voor in 1407 als Eltismaheerd. Begin 16e eeuw was Eelsum evenals Boukum (dan nog Baukemaheerd) in handen van Doke Sickinghe. In 1514 verkocht hij beide heerden aan zijn zwager Rolof ten Holte, die Eelsumheerd en Boukumaheerd in 1529 vererfde op zijn zoon Johan ten Holte, die in 1534 bekendheid verwierf als vervolger van wederdopers in 't Zandt. Hij of een nazaat genaamd Johan koos partij voor Lodewijk van Nassau. Kort na de Slag bij Jemmingen kwam hij te overlijden waardoor zijn minderjarige nazaten ontkwamen aan het oordeel van de raad van beroerten en confiscatie van zijn bezit.
In 1569 werden Eelsum en steenhuis Entekenheem (in 1560 gekocht door Johan ten Holte) aan Roelof ten Holte toebedeeld bij een boedelscheiding. De namen van zijn ouders worden niet genoemd, maar waarschijnlijk was hij een zoon van Johan ten Holte. Zijn nazaten behielden de borg nog tot 1670, toen familielid Sirco Rudolf Grevinge Eelsum erfde. Rond die tijd moet sprake geweest zijn van een borg. Hij bezat ook de Memmingaburg in Weener. Van Sirco en drie van zijn kinderen (die vóór hem stierven) hangen rouwborden in de Jacobuskerk van Zeerijp. Na zijn dood in 1719 werd de borg in 1720 door Helena de Sighers als gevolmachtigde van de erfgenamen geruild met Bernard Coenders van Ludema uit Usquert. Bij de borg behoorden toen een schathuis, hoven, grachten, singels, geboomten, plantages en bijbehorende heerlijke rechten. Waarschijnlijk woonde hij er niet.
In 1730 ging zijn weduwe Geertruida Lewe weer een erfwissel aan met Margareta Elisabeth Ripperda van het Huis ter Oosterwijtwerd, die het waarschijnlijk vooral om de heerlijke rechten te doen was. Het huis lijkt namelijk daarop te zijn leeggehaald, want een inventaris uit 1738 laat slechts een zeer karige boedel zien. Rond 1745 is nog sprake van een huis Eelsum, maar of het toen nog een borg was, is onzeker. In de tweede helft van de 18e eeuw bestond echter alleen nog het tot boerderij verbouwde schathuis, dat met de kop van de weg af stond. In 1833 werd de huidige boerderij gebouwd met de kop naar de weg.
De grachten rondom de borgstee zijn gedempt met grond van de borgstee. Op de plek van de borg werd later een boomgaard aangelegd. Van de borg resteren alleen de buitenste gracht en een deel van de oude singel aan de westzijde.

Rouwborden in de Jacobuskerk
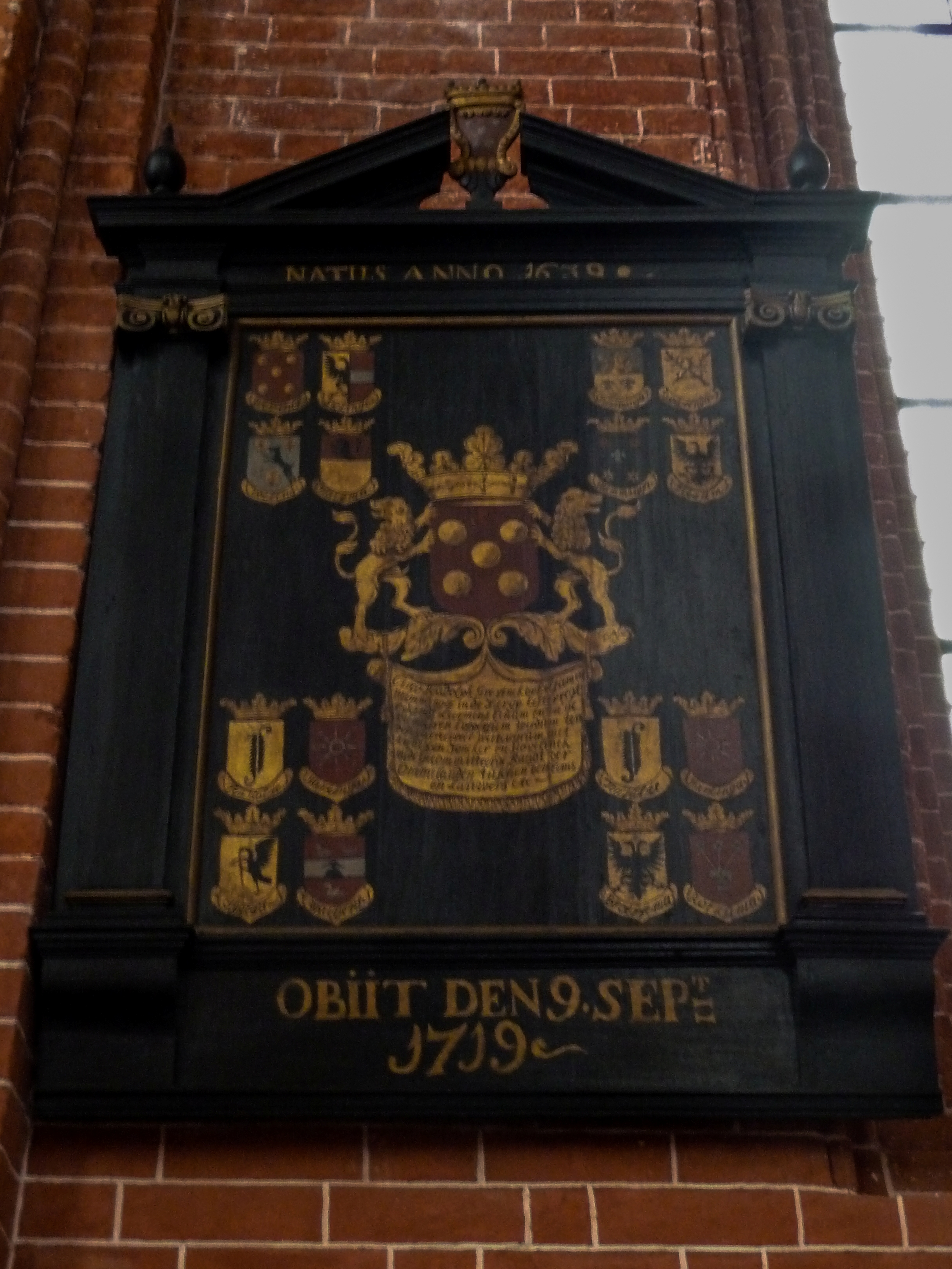
Circo Rudolph Grevinck († 1719)
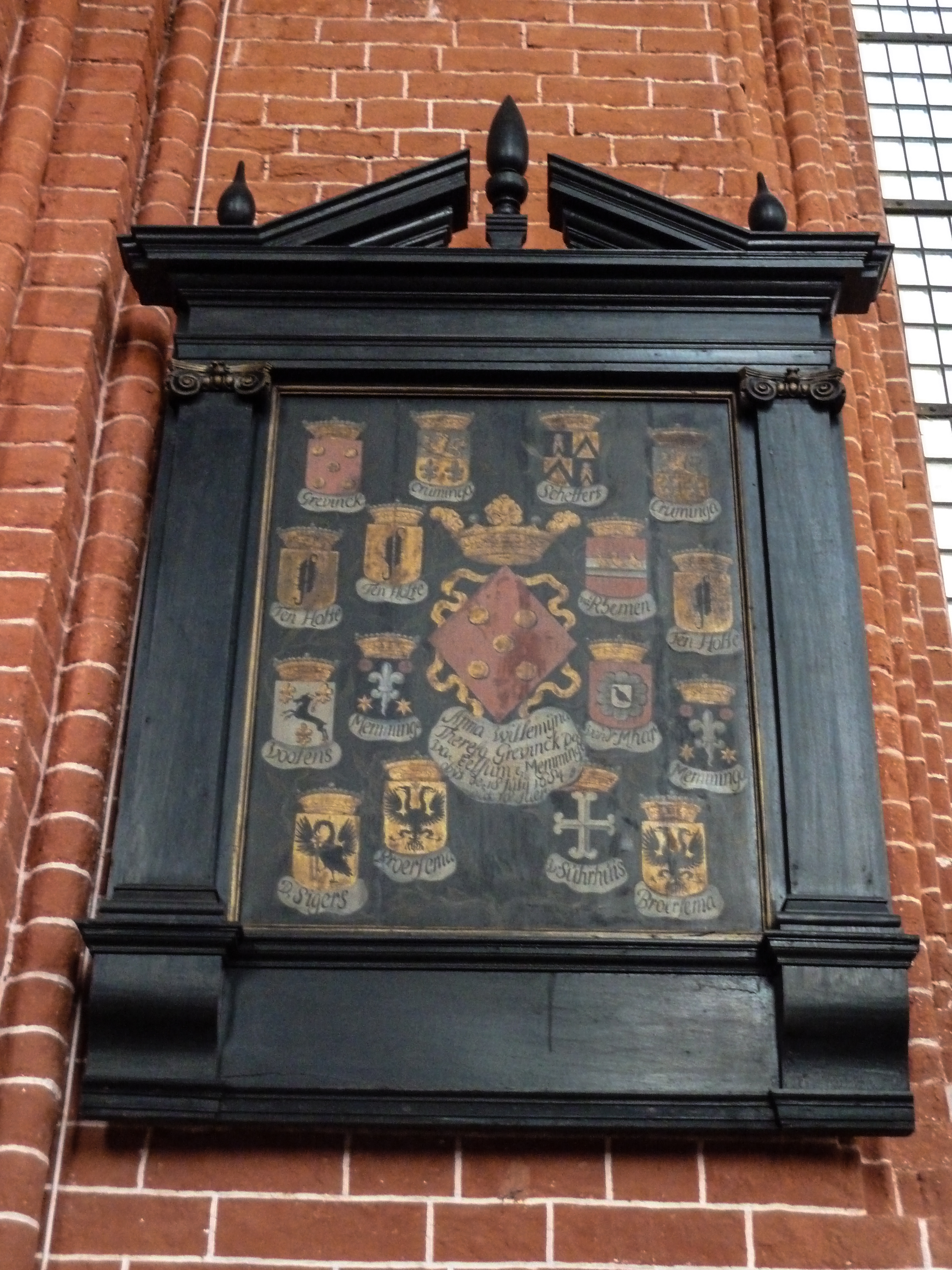
Dochter Anna Willemyna Theresa Grevinck († 1684)
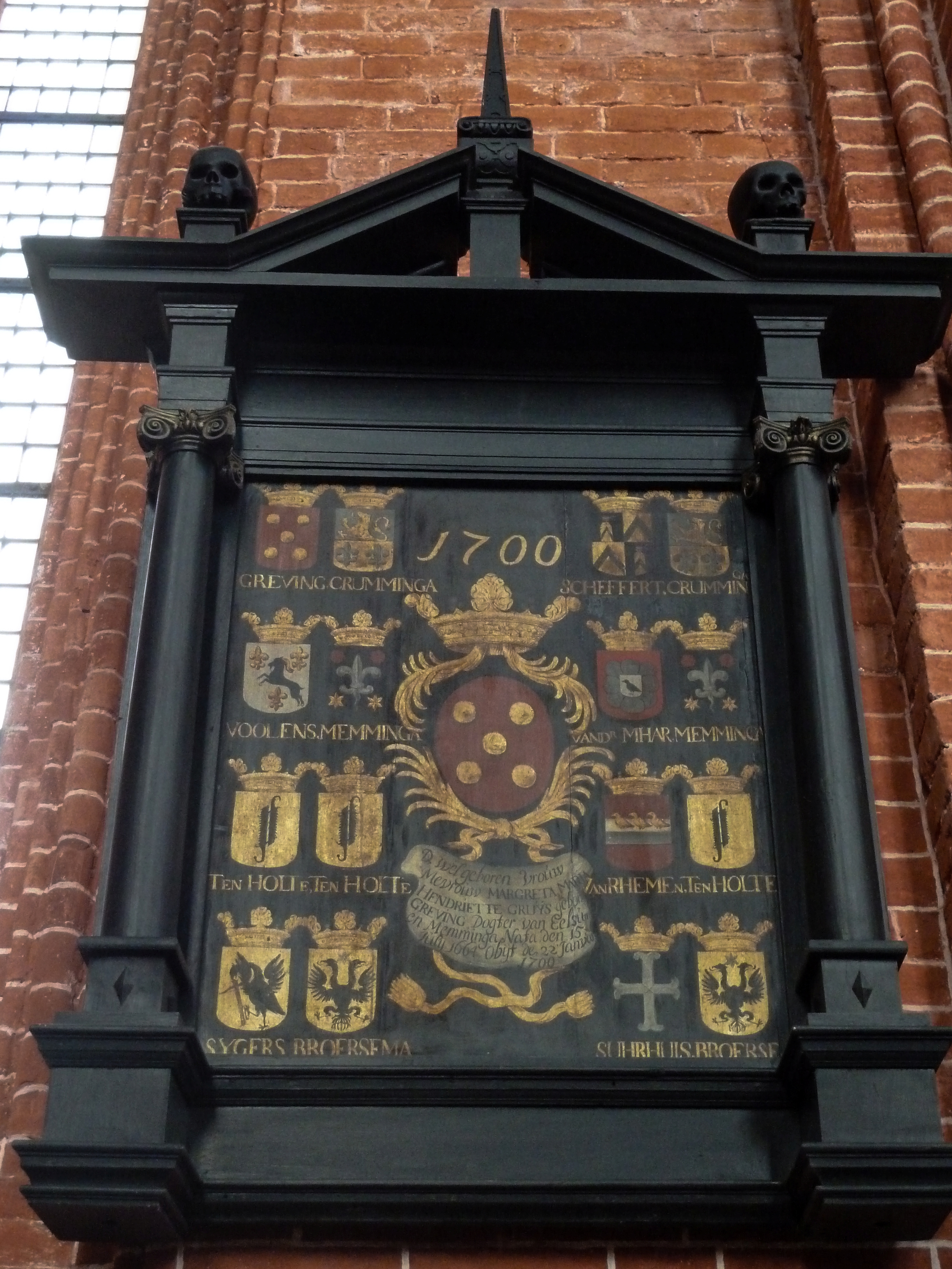
Dochter Margareta Maria Hindriette Gruys-Grevinck († 1700)
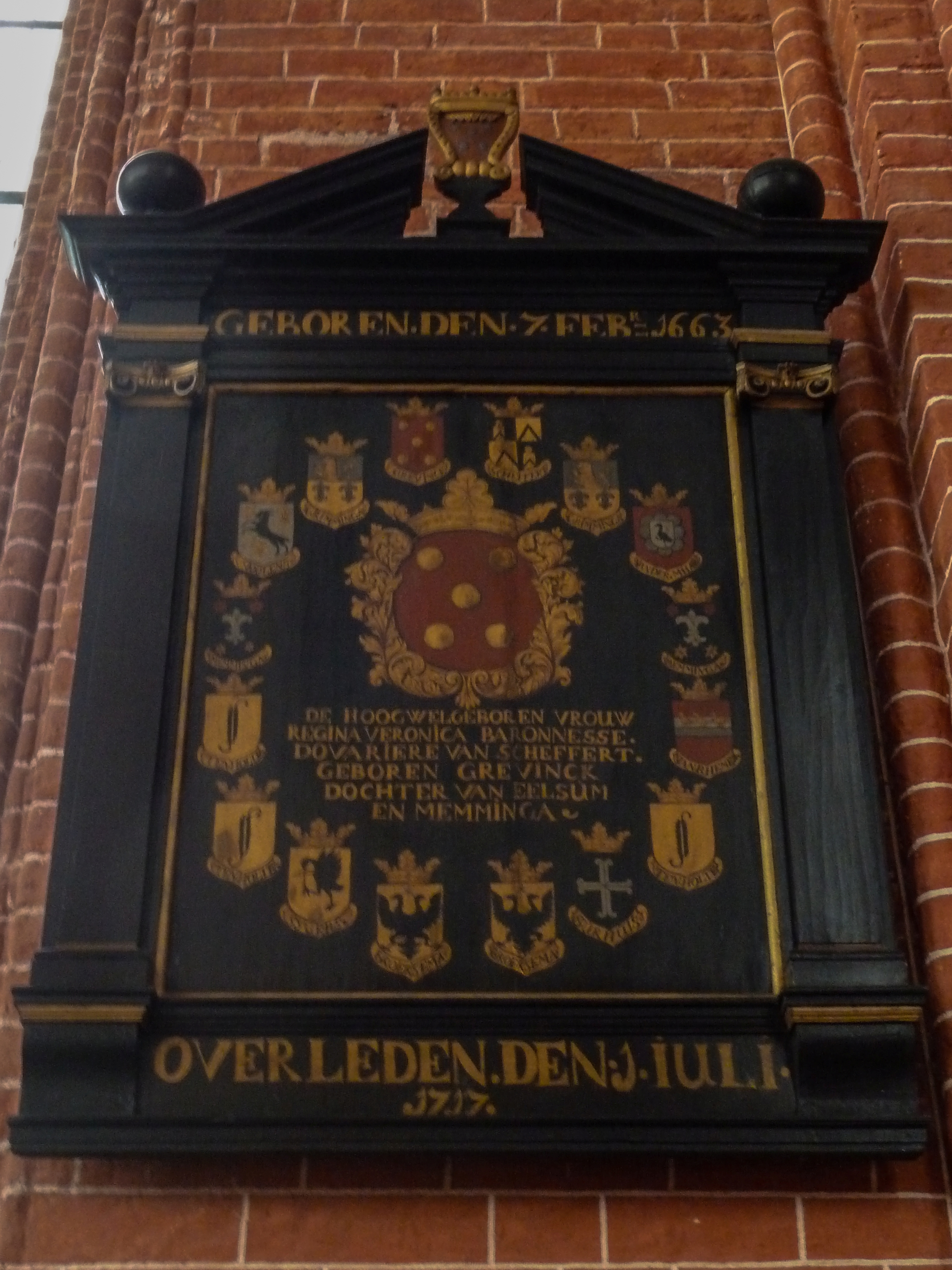
Dochter Regina Veronica von Scheffert Hesse-Grevinck († 1717)